# Polenovula
Polenovula is een geslacht van uitgestorven kreeftachtigen uit de klasse van de Ostracoda (mosselkreeftjes).

## Soorten
- Polenovula beckeri Malec & Racki, 1993 †
- Polenovula crassa (Polenova, 1955) Martinsson, 1960 †
- Polenovula eifliensis (Kummerow, 1953) Martinsson, 1960 †
- Polenovula mirifica Abushik, 1971 †
- Polenovula ovata (Kummerow, 1953) Becker, 1965 †
- Polenovula rara Copeland, 1989 †